# Port lotniczy Suczawa
Port lotniczy Suczawa (IATA: SCV, ICAO: LRSV) – port lotniczy położony we wsi Salcea koło Suczawy, w okręgu Suczawa, w Rumunii. Nosi imię Stefana III Wielkiego.

## Linie lotnicze i połączenia
| Linia lotnicza | Kierunek                                                                                        |
| -------------- | ----------------------------------------------------------------------------------------------- |
| SkyUp Airlines | Sezonowe czartery: 1. Szarm el-Szejk                                                            |
| TAROM          | 1. Bukareszt                                                                                    |
| Wizz Air       | 1. Kolonia/Bonn 2. Dortmund 3. Londyn-Luton 4. Memmingen 5. Mediolan-Malpensa 6. Rzym-Fiumicino |